# Tepuihyla luteolabris
Tepuihyla luteolabris là một loài ếch trong họ Nhái bén. Chúng là loài đặc hữu của Venezuela.
Các môi trường sống tự nhiên của chúng là các khu rừng vùng núi ẩm nhiệt đới hoặc cận nhiệt đới, vùng cây bụi nhiệt đới hoặc cận nhiệt đới vùng đất cao, sông, đầm nước, và đầm nước ngọt có nước theo mùa.